# Фоссато-ди-Вико
Фосса́то-ди-Ви́ко (итал. Fossato di Vico) — коммуна в Италии, располагается в регионе Умбрия, подчиняется административному центру Перуджа.
Население составляет 2460 человек, плотность населения составляет 70 чел./км². Занимает площадь 35 км². Почтовый индекс — 6022. Телефонный код — 075.
Покровителем населённого пункта считается святой Себастьян, день памяти ежегодно празднуется 20 января.